# Gottlob Honold
Gottlob Honold (Langenau, 26 de agosto de 1876 – Stuttgart, 17 de março de 1923) foi um engenheiro alemão. Trabalhou na Robert Bosch GmbH.
Seu pai foi amigo do pai de Robert Bosch, e começou a trabalhar na Bosch em Stuttgart em 1891, com 14 anos de idade. Após completar os estudos no ginásio de Ulm, Honold estudou engenharia na Universidade de Stuttgart. Em 1901 Honold tornou-se diretor técnico da companhia Bosch, desenvolvendo um sistema de ignição aperfeiçoado para motores de combustão interna. A Daimler-Motoren-Gesellschaft encomendou seus motores, que passaram a ultrapassar os recordes de velocidade. Em 1913 Honold participou do desenvolvimento do sistema de iluminação automotivo usado na atualidade. Honold foi o precursor da ideia de utilizar espelhos curvos atrás da lâmpada a fim de aumentar a intensidade de iluminação sem sobrecarregar o sistema elétrico. Honold também contribuiu para o desenvolvimento da buzina. Honold morreu em Stuttgart com 46 anos de idade. 